# Lama medială a procesului pterigoid
Lamele mediale a procesului pterigoid (Lamina medialis processus pterygoidei) sunt 2 lame verticale a procesului pterigoid, desprinse de pe partea inferioară a corpului și a aripilor mari ale sfenoidului și se termină în jos cu un cîrlig osos - cârligul pterigoidian (Hamulus pterygoideus). 